# Slovenska Vojska

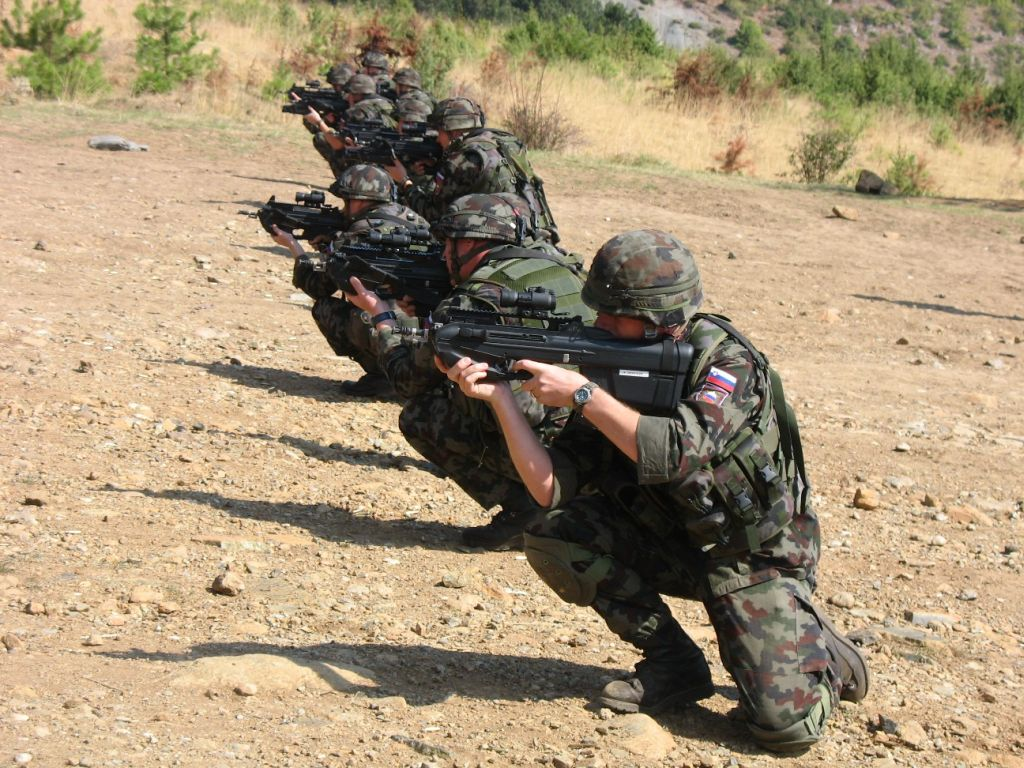
Żołnierze słoweńscy z karabinami FN F2000

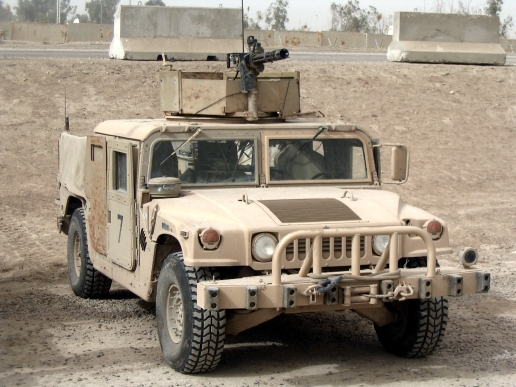
Samochód Humvee słoweńskiej armii

Slovenska Vojska – główny komponent Słoweńskich Sił Zbrojnych.
Obecne słoweńskie wojska lądowe są spadkobiercą paramilitarnej formacji Obrona Terytorialna Republiki Słowenii (Teritorialna Obramba Republike Slovenije w skrócie TORS), która powstała w roku 1968 jako uzupełnienie regularnej armii byłej Jugosławii na terytorium Słowenii. Głównymi zadaniami TORS było wspieranie Jugosłowiańskiej Armii Ludowej (JNA) i prowadzenie działań partyzanckich w przypadku inwazji.
Gdy Słowenia ogłosiła niepodległość na początku procesu rozpadu Jugosławii w roku 1991, TORS i policja Słowenii zjednoczyły swe siły przeciwko JNA w czasie wojny dziesięciodniowej. W roku 1993, po rozformowaniu TORS utworzone zostały Słoweńskie Siły Zbrojne.

## Wyposażenie

### Piechota

#### Broń strzelecka
- karabin automatyczny FN F2000 (standard)  Belgia
- pistolet pistolet Beretta 92 (standard)  Włochy
- karabin maszynowy FN Minimi  Belgia
- karabin wyborowy FN PGM Ultima Ratio Commando I  Francja
- karabin wyborowy FN PGM Mini Hecate  Francja
- karabin wyborowy FN PGM Hecate II  Francja

#### Broń przeciwpancerna
- przeciwpancerny pocisk kierowany Spike MR, LR  Izrael
- granatnik przeciwpancerny RGW 90  Singapur /  Izrael

### Artyleria
- haubica TN90 155 mm  Izrael (18 sztuk)
- moździerz MN 9120 mm  Izrael (36 sztuk)

### Czołgi i bojowe wozy piechoty
- M-84  Jugosławia (54, 13 w aktywnej służbie)
- M-55 S  ZSRR (30 w rezerwie)
- M-80A  Jugosławia (52, 13 w aktywnej służbie)
- Valuk 6x6  Słowenia (85 sztuk)
- Svarun 8x8  Finlandia 30[1][2]
- Otokar Cobra LAV  Turcja (10 sztuk)

### Inne pojazdy
- MMV Survivor 4x4  Austria 0/70[3]
- HMMWV  Stany Zjednoczone (30 w wersji M1114, 12 w wersji M1151)
- JVBT55  ZSRR (7 sztuk)
- VT55  ZSRR (2 sztuki)
- MT-55  ZSRR (4 sztuki)

## Obecnie
Słoweńskie Siły Zbrojne przechodzą obecnie gruntowną restrukturyzację, w celu przekształcenia ich z sił obrony terytorialnej w pełni rozwiniętych sił, przeznaczonych w pierwszej mierze do udziału w misjach pokojowych.
Od roku 1993 Słoweńskie Siły Zbrojne opierały się na obowiązkowej służbie wojskowej, podczas której poborowi odbywali 6–7-miesięczne szkolenie. W 2003 roku rząd słoweński zniósł pobór do wojska i od lipca 2004 roku Słoweńskie Siły Zbrojne niemal całkowicie przekształciły się w armię zawodową składającą się z ochotników.
Wojska lądowe składają się obecnie z około 7600 żołnierzy na służbie i około 1700 rezerwie. Dla porównania w czasach armii z poboru służyło w nich 55 000 ludzi. Siły operacyjne składają się z trzech brygad: 1 Brygady, 72 Brygady oraz Brygady Lotnictwa i Obrony Powietrznej; wszystkie trzy podlegają Dowództwu Sił Zbrojnych.
Podczas konferencji prasowej w dniu 18 lipca 2008 roku, słoweński minister obrony potwierdził plan pozyskania z Rosji okrętu patrolowego projektu 10412. 355-tonowy okręt o wymiarach 49,5 × 9,2 x 2,6 m osiąga prędkość 30 w., a załoga liczy 24 ludzi. Na uzbrojenie składa się 30mm działko AK-630, dwa montowane na nadburciach karabiny maszynowe kal. 14,5 mm i 16 przeciwlotniczych pocisków rakietowych typu Igła. Okręt został zbudowany przez Ałmaz Shipbuilding Company z Petersburga; i dostarczony latem 2010 roku. Wszedł do służby w Słoweńskiej Marynarce jako HPL-11 "Triglav". Pełny koszt zakupu wyniósł 39,4 milionów USD, z czego dwie trzecie pokrył niespłacony rosyjski dług.

## Misje pokojowe
- II wojna w Zatoce Perskiej
- Wojna w Afganistanie (2001–2021)